# Сява (приток Большой Какши)
Сява — река в России, протекает по территории Шабалинского района Кировской области и Шахунского района Нижегородской области. Устье реки находится в 47 км по правому берегу реки Большой Какши. Длина реки составляет 24 км, площадь водосборного бассейна — 165 км².
Исток реки находится в Кировской области у деревни Перегорящево в 17 км к северо-востоку от посёлка Сява. Течёт на юг по незаселённому лесному массиву, крупнейшие притоки — Безымянка, Кармановка (правые). В среднем течении протекает близ точки схождения границ Кировской, Костромской и Нижегородской областей; нижнее течение проходит по Нижегородской области. Впадает в Большую Какшу в черте посёлка Сява.

## Данные водного реестра
По данным государственного водного реестра России относится к Верхневолжскому бассейновому округу, водохозяйственный участок реки — Ветлуга от истока до города Ветлуга, речной подбассейн реки — Волга от впадения Оки до Куйбышевского водохранилища (без бассейна Суры). Речной бассейн реки — (Верхняя) Волга до Куйбышевского водохранилища (без бассейна Оки).
Код объекта в государственном водном реестре — 08010400112110000042285.